# Волковичи (Могилёвская область)
Волкови́чи (бел. Ваўкаві́чы) — агрогородок в составе Волковичского сельсовета Чаусского района Могилёвской области Белоруссии.

## История
Название деревни исходит от слова «волки». Тут когда-то водилось очень много диких зверей, в том числе и волков.
Первое воспоминание о деревне, где было всего 4 дома относится к 1560 году. В 1673 году здесь уже — 15 дворов, 40 жителей, мельница. В 1675 упоминается как деревня Волковичи (иначе — Богдановка) в составе Могилевской волости Оршанском повете ВКЛ. В 1742 году — 27 дворов, мельница, корчма. В 1865 году в составе Кутнянской волости Быховского уезда Могилевской губернии. В 1880 году — 35 дворов, 144 жителя. В конце XIX столетия деревня входила в состав Церковно-Осовецкой волости. В 1910 году открыта церковноприходская школа.
Около деревни проходил большой шлях, который связывал Могилев с Пропойском (ныне Славгород) и назывался Екатерининским шляхом.
Советская власть установлена в декабре 1917 года. На базе дореволюционной школы создана трудовая школа 1-й ступени, в которой в 1925 году обучалось 47 учащихся.
В 1940 году в деревне было 100 дворов и проживало 380 жителей.
Волковичский сельский Совет был организован в 1940 году.

## Население
- 2010 год — 430 человек